# Gary Medel
Gary Alexis Medel Soto (Santiago del Cile, 3 agosto 1987) è un calciatore cileno, difensore o centrocampista dell'Universidad Católica.

## Biografia
Si è sposato per due volte, con un totale di quattro figli. Dalla prima unione sono nati Augustina e due gemelli (Alejandro e Gary Junior), quando il calciatore aveva 18 anni. Il 15 luglio 2015 è invece diventato padre di Alessandra, avuta dalla relazione con Cristina Morales. Il matrimonio con quest'ultima si è poi celebrato due anni più tardi.
Agli inizi del 2009 fu protagonista di vari episodi controversi. Il 3 gennaio, viaggiando tra Santiago e Viña del Mar in automobile, superò il limite di velocità finendo fuori strada. Uscito illeso dall'incidente, il 3 febbraio assurse nuovamente agli onori della cronaca, quando, nel corso di una festa a casa sua a Huechuraba, la diciottenne Catalina Reyes morì cadendo dal balcone del nono piano. Trattenuto dalla polizia per le indagini, non si presentò agli allenamenti e fu multato dall'Universidad Católica. La società gli mise inoltre a disposizione uno psicologo, per superare il periodo complicato che il padre del giocatore attribuì ad un sortilegio per invidia. Riguardo alla morte della ragazza, fu poi prosciolto da ogni accusa. Durante la sua carriera, è stato tra l'altro denunciato anche per violenza domestica (nel 2008) e per una rissa in un locale notturno (2011). In precedenza, nell'ottobre 2007, era stato arrestato per guida in stato di ebbrezza.

## Caratteristiche tecniche
Si distingue per lo stile di gioco prettamente fisico, con cui sopperisce alle doti tecniche non eccelse. Le sue qualità principali sono la corsa e l'abilità nel recuperare palloni; viene utilizzato principalmente come mediano di rottura o incontrista, ma è stato occasionalmente schierato anche da difensore centrale malgrado la statura relativamente ridotta per il ruolo.
Proprio in virtù della grinta dimostrata sul campo di gioco viene soprannominato "Pitbull". Il temperamento mostrato lo ha - talvolta - condotto ad eccessivi falli.

## Carriera

### Club

#### Gli inizi: Universidad e Boca
Appassionato di calcio sin da piccolo, nel 1999 si aggrega alla formazione giovanile del Universidad Católica. Nove anni dopo nel 2008, viene promosso da Mario Lepe in prima squadra, con la quale debutta in Coppa Libertadores il 21 febbraio, nella sconfitta maturata contro l'América. Il 18 aprile, segna il primo gol con il club, nella vittoria contro l'América, siglando il gol del momentaneo 1-0. A fine stagione viene eletto miglior calciatore del campionato.
Il 20 luglio 2009, viene acquistato in prestito dal Boca Juniors, per 300.000 dollari con un ulteriori 2,5 milioni per l'acquisto definitivo, nell'ambito di uno scambio con Damián Díaz. Il 23 agosto, debutta in campionato nel pareggio contro l'Argentinos Juniors (2-2). Il 20 settembre, segna il primo gol con i gialloblù segnando il gol del momentaneo vantaggio nella sconfitta contro il Godoy Cruz (2-3). Il 25 marzo 2010, si rende protagonista durante il Superclásico contro il River Plate, siglando una doppietta che regala la vittoria al Boca. Il 23 gennaio 2011, prima del suo trasferimento al Siviglia, su iniziativa del Boca Juniors, gioca la sua partita d'addio con un'amichevole contro il River Plate.

#### L'approdo in Europa: Siviglia

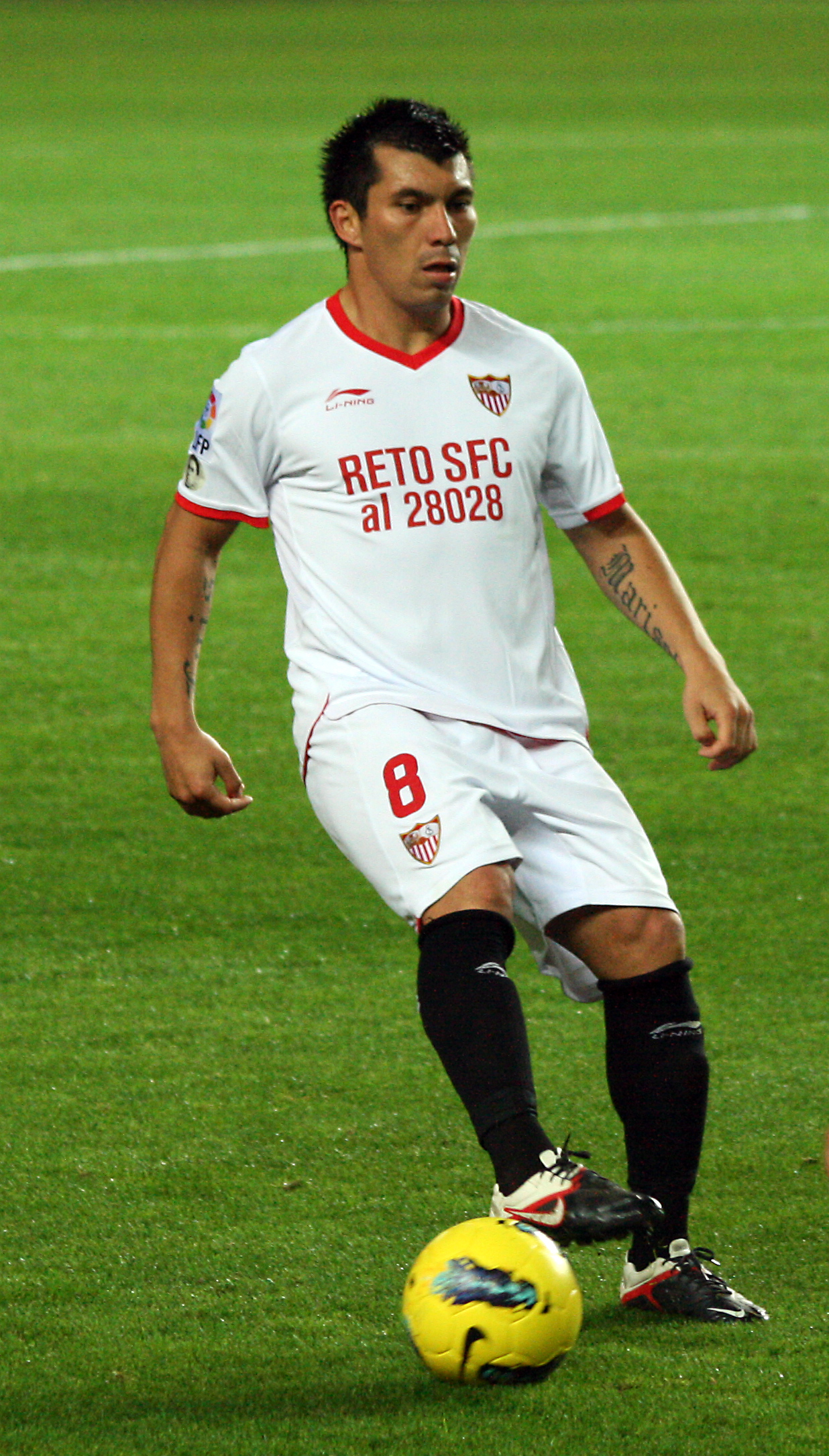
Medel durante Siviglia-Real Madrid del 9 febbraio 2013.

Il 28 gennaio approda in Spagna al Siviglia, per 3 milioni di euro, firmando un contratto di quattro anni e mezzo. Debutta con il nuovo club, il 2 febbraio, nella sconfitta per 2-0 valida per le semifinali della Copa del Rey, subentrando all'86º minuto al posto del compagno Frédéric Kanouté.
Il 12 febbraio seguente, nella sconfitta per 2-3 contro il Racing Santander, debutta in campionato; mentre otto giorno dopo, sigla la prima rete in maglia rojoblancos nella vittoriosa partita contro l'Osasuna.

#### Cardiff City
Nell'estate 2013 viene ceduto al Cardiff City, per 11 milioni di sterline, diventando l'acquisto più oneroso di sempre del club. Sei giorni dopo la firma del contratto debutta in Premier League con i Gallesi, in una sconfitta contro il West Ham Utd; mentre il 25 agosto, durante la vittoria per 3-2 contro il Manchester City, viene nominato man of the match.
A fine stagione si identifica come il giocatore più importante della squadra, nonostante ciò però non riesce ad evitare la retrocessione in Championship.

#### Inter
Dopo una sola stagione in Galles, si trasferisce all'Inter.
Esordisce in Serie A il 31 agosto 2014, nella partita pareggiata senza gol in casa del Torino. Segna l'unico gol in Italia il 31 ottobre 2015, permettendo ai nerazzurri di battere la Roma e guadagnare il temporaneo comando della classifica. 
Il 23 ottobre 2016, in occasione di una sconfitta maturata contro l'Atalanta, durante un contrasto colpisce in faccia lo sloveno Jasmin Kurtić, che non viene notato dall'arbitro. Il giorno seguente, il comitato della Lega Serie A, dopo un rewiev decide di commissionargli tre giornate di squalifica.
Il 20 novembre 2016, durante un Derby della Madonnina, contro il Milan, esce dal campo dopo 37 minuti a causa di un infortunio, rimanendo indisponibile fino al gennaio 2017 per una lesione al menisco laterale.
Ritorna in campo il 28 gennaio, nella larga vittoria per 3-0 contro il Pescara.
Il 12 marzo 2017, in occasione dell'incontro con l'Atalanta vinto 7-1, taglia il traguardo della centesima presenza con la squadra milanese.

#### Beşiktaş
Dopo un triennio a Milano, il 12 agosto 2017 passa a titolo definitivo al Beşiktaş, decidendo di indossare la maglia numero 12. Sei giorni dopo la presentazione, debutta in Süper Lig in un pareggio contro il Kasımpaşa.

#### Bologna
Il 29 agosto 2019, viene ufficializzato il trasferimento a titolo definitivo del centrocampista cileno al Bologna. Il giorno dopo debutta subito in campionato con i felsinei, in occasione del successo casalingo sulla SPAL per 1-0. Le prime due stagioni viene impiegato come mediano o centrocampista centrale, ma nella stagione 2020-2021 vede poco il campo a causa di problemi fisici e un rendimento al di sotto delle aspettative; durante il calciomercato estivo seguente esprime l'intenzione di andar via, salvo poi restare in rossoblù, poiché il tecnico Siniša Mihajlović lo riscopre come difensore centrale. Le ottime prestazioni in quel ruolo gli valgono un posto tra i titolari inamovibili dei rossoblù, confermandosi un giocatore di grande carisma. Al termine della stagione 2022-2023 lascia i rossoblù dopo aver messo insieme 101 presenze.

#### Vasco da Gama
L'11 luglio 2023, Medel viene ingaggiato dal Vasco da Gama, club della massima serie brasiliana, con cui firma un contratto fino al 31 dicembre 2024.

#### Ritorno al Boca
Il 13 giugno 2024, Medel viene ufficialmente ingaggiato dal Boca Juniors, con cui firma un contratto valido fino al 31 dicembre 2025; torna così a vestire la maglia degli Xeneizes dopo 13 anni.

### Nazionale

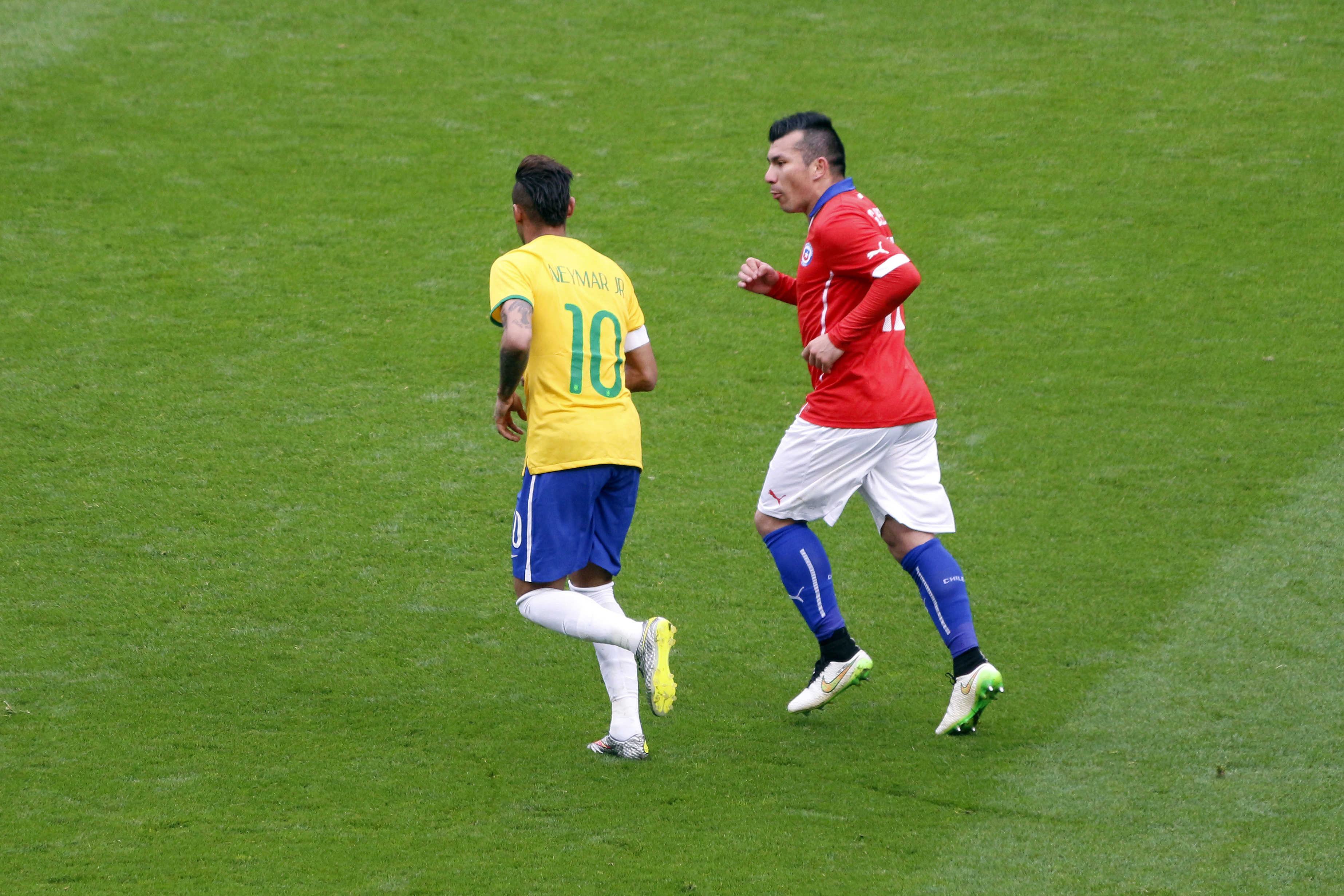
Medel e Neymar nell'amichevole tra Cile e Brasile del 29 marzo 2015.

Ha esordito nella Roja nel 2007, collezionando oltre 100 presenze in un decennio. Con la selezione del proprio paese ha disputato due Mondiali ed una Confederations Cup, vincendo le edizioni 2015 e 2016 della Copa América. Con la Nazionale si è reso protagonista di alcuni fatti di rilievo, tra cui la fuga da un ritiro nel 2012 e la rottura di due denti nel 2014 (a seguito di una gomitata ricevuta da un avversario).
Nell'autunno 2017 comunica l'addio al Cile dopo l'esclusione dai Mondiali 2018, salvo poi tornare sulla propria decisione.

## Stile di gioco
Medel gioca di solito come centrocampista difensivo; tuttavia, è anche capace di giocare come difensore, ed è stato persino schierato come difensore centrale durante la sua carriera, così come in altri ruoli di centrocampo, o addirittura come terzino destro. A causa della sua intensità di lavoro, fisicità, tenacia, intelligenza tattica e del suo stile di gioco aggressivo e duro nei contrasti, così come per la sua leadership in campo, è soprannominato Pitbull. Nel 2015, l'allenatore Roberto Mancini ha descritto Medel come un guerriero.

## Statistiche

### Presenze e reti nei club
Statistiche aggiornate al 1ºsettembre 2024
| Stagione              | Squadra               | Campionato            | Campionato | Campionato | Coppe nazionali | Coppe nazionali | Coppe nazionali | Coppe continentali | Coppe continentali | Coppe continentali | Altre coppe | Altre coppe | Altre coppe | Totale | Totale |
| Stagione              | Squadra               | Comp                  | Pres       | Reti       | Comp            | Pres            | Reti            | Comp               | Pres               | Reti               | Comp        | Pres        | Reti        | Pres   | Reti   |
| --------------------- | --------------------- | --------------------- | ---------- | ---------- | --------------- | --------------- | --------------- | ------------------ | ------------------ | ------------------ | ----------- | ----------- | ----------- | ------ | ------ |
| 2006                  | Univ. Católica        | PD                    | 1          | 0          | -               | -               | -               | -                  | -                  | -                  | -           | -           | -           | 1      | 0      |
| 2007                  | Univ. Católica        | PD                    | 25         | 4          | -               | -               | -               | -                  | -                  | -                  | -           | -           | -           | 25     | 4      |
| 2008                  | Univ. Católica        | PD                    | 28         | 4          | -               | -               | -               | CL                 | 6                  | 1                  | -           | -           | -           | 34     | 5      |
| 2009                  | Univ. Católica        | PD                    | 9          | 0          | -               | -               | -               | CS                 | 6                  | 0                  | -           | -           | -           | 15     | 0      |
| Totale Univ. Católica | Totale Univ. Católica | Totale Univ. Católica | 63         | 8          |                 | -               | -               |                    | 12                 | 1                  |             | -           | -           | 75     | 9      |
| 2009-2010             | Boca Juniors          | PD                    | 29         | 7          | -               | -               | -               | CS                 | 2                  | 0                  | -           | -           | -           | 31     | 7      |
| 2010-gen. 2011        | Boca Juniors          | PD                    | 17         | 0          | -               | -               | -               | -                  | -                  | -                  | -           | -           | -           | 17     | 0      |
| Totale Boca Juniors   | Totale Boca Juniors   | Totale Boca Juniors   | 46         | 7          |                 | -               | -               |                    | 2                  | 0                  |             | -           | -           | 48     | 7      |
| gen.-giu. 2011        | Siviglia              | PD                    | 15         | 0          | CR              | 1               | 0               | UEL                | 2                  | 0                  | -           | -           | -           | 18     | 0      |
| 2011-2012             | Siviglia              | PD                    | 31         | 2          | CR              | 4               | 0               | UEL                | 2                  | 0                  | -           | -           | -           | 37     | 2      |
| 2012-2013             | Siviglia              | PD                    | 32         | 6          | CR              | 7               | 1               | -                  | -                  | -                  | -           | -           | -           | 39     | 7      |
| Totale Siviglia       | Totale Siviglia       | Totale Siviglia       | 78         | 8          |                 | 12              | 1               |                    | 4                  | 0                  |             | -           | -           | 94     | 9      |
| 2013-2014             | Cardiff City          | PL                    | 34         | 0          | FACup+CdL       | 1+0             | 0               | -                  | -                  | -                  | -           | -           | -           | 35     | 0      |
| 2014-2015             | Inter                 | A                     | 35         | 0          | CI              | 2               | 0               | UEL                | 7                  | 0                  | -           | -           | -           | 44     | 0      |
| 2015-2016             | Inter                 | A                     | 30         | 1          | CI              | 4               | 0               | -                  | -                  | -                  | -           | -           | -           | 34     | 1      |
| 2016-2017             | Inter                 | A                     | 26         | 0          | CI              | 2               | 0               | UEL                | 3                  | 0                  | -           | -           | -           | 31     | 0      |
| Totale Inter          | Totale Inter          | Totale Inter          | 91         | 1          |                 | 8               | 0               |                    | 10                 | 0                  |             | -           | -           | 109    | 1      |
| 2017-2018             | Beşiktaş              | SL                    | 25         | 1          | TK              | 7               | 0               | UCL                | 8                  | 0                  | ST          | -           | -           | 40     | 1      |
| 2018-2019             | Beşiktaş              | SL                    | 24         | 0          | TK              | 0               | 0               | UEL                | 11                 | 0                  | -           | -           | -           | 35     | 0      |
| ago. 2019             | Beşiktaş              | SL                    | 2          | 0          | TK              | 0               | 0               | UEL                | 0                  | 0                  | -           | -           | -           | 2      | 0      |
| Totale Beşiktaş       | Totale Beşiktaş       | Totale Beşiktaş       | 51         | 1          |                 | 7               | 0               |                    | 19                 | 0                  |             | -           | -           | 77     | 1      |
| ago. 2019-2020        | Bologna               | A                     | 23         | 0          | CI              | 1               | 0               | -                  | -                  | -                  | -           | -           | -           | 24     | 0      |
| 2020-2021             | Bologna               | A                     | 11         | 0          | CI              | 1               | 0               | -                  | -                  | -                  | -           | -           | -           | 12     | 0      |
| 2021-2022             | Bologna               | A                     | 33         | 0          | CI              | 1               | 0               | -                  | -                  | -                  | -           | -           | -           | 34     | 0      |
| 2022-2023             | Bologna               | A                     | 29         | 0          | CI              | 2               | 0               | -                  | -                  | -                  | -           | -           | -           | 31     | 0      |
| Totale Bologna        | Totale Bologna        | Totale Bologna        | 96         | 0          |                 | 5               | 0               |                    | -                  | -                  |             | -           | -           | 101    | 0      |
| lug.-dic. 2023        | Vasco da Gama         | AR/J+A                | 0+20       | 0+0        | CB              | 0               | 0               | -                  | -                  | -                  | -           | -           | -           | 20     | 0      |
| gen.-lug. 2024        | Vasco da Gama         | AR/J+A                | 8+2        | 0+0        | CB              | 2               | 0               | -                  | -                  | -                  | -           | -           | -           | 12     | 0      |
| Totale Vasco da Gama  | Totale Vasco da Gama  | Totale Vasco da Gama  | 30         | 0          |                 | 2               | 0               |                    | -                  | -                  |             | -           | -           | 32     | 0      |
| lug.-dic. 2024        | Boca Juniors          | PD                    | 9          | 0          | CA              | 0               | 0               | CS                 | 2                  | 0                  | -           | -           | -           | 9      | 0      |
| Totale carriera       | Totale carriera       | Totale carriera       | 498        | 25         |                 | 35              | 1               |                    | 49                 | 1                  |             | -           | -           | 580    | 27     |

### Cronologia presenze e reti in nazionale
| Cronologia completa delle presenze e delle reti in nazionale ― Cile | Cronologia completa delle presenze e delle reti in nazionale ― Cile | Cronologia completa delle presenze e delle reti in nazionale ― Cile | Cronologia completa delle presenze e delle reti in nazionale ― Cile | Cronologia completa delle presenze e delle reti in nazionale ― Cile | Cronologia completa delle presenze e delle reti in nazionale ― Cile | Cronologia completa delle presenze e delle reti in nazionale ― Cile | Cronologia completa delle presenze e delle reti in nazionale ― Cile |
| Data                                                                | Città                                                               | In casa                                                             | Risultato                                                           | Ospiti                                                              | Competizione                                                        | Reti                                                                | Note                                                                |
| ------------------------------------------------------------------- | ------------------------------------------------------------------- | ------------------------------------------------------------------- | ------------------------------------------------------------------- | ------------------------------------------------------------------- | ------------------------------------------------------------------- | ------------------------------------------------------------------- | ------------------------------------------------------------------- |
| 17-4-2007                                                           | Mendoza                                                             | Argentina                                                           | 0 – 0                                                               | Cile                                                                | Amichevole                                                          | -                                                                   | 61’                                                                 |
| 11-9-2007                                                           | Vienna                                                              | Austria                                                             | 0 – 2                                                               | Cile                                                                | Amichevole                                                          | -                                                                   |                                                                     |
| 26-1-2008                                                           | Tokyo                                                               | Giappone                                                            | 0 – 0                                                               | Cile                                                                | Amichevole                                                          | -                                                                   | 34’                                                                 |
| 30-1-2008                                                           | Seul                                                                | Corea del Sud                                                       | 0 – 1                                                               | Cile                                                                | Amichevole                                                          | -                                                                   |                                                                     |
| 4-6-2008                                                            | Rancagua                                                            | Cile                                                                | 2 – 0                                                               | Guatemala                                                           | Amichevole                                                          | -                                                                   | 46’ 72’                                                             |
| 7-6-2008                                                            | Valparaíso                                                          | Cile                                                                | 0 – 0                                                               | Panama                                                              | Amichevole                                                          | -                                                                   |                                                                     |
| 15-6-2008                                                           | La Paz                                                              | Bolivia                                                             | 0 – 2                                                               | Cile                                                                | Qual. Mondiali 2010                                                 | 2                                                                   |                                                                     |
| 19-6-2008                                                           | Puerto La Cruz                                                      | Venezuela                                                           | 2 – 3                                                               | Cile                                                                | Qual. Mondiali 2010                                                 | -                                                                   |                                                                     |
| 7-9-2008                                                            | Santiago del Cile                                                   | Cile                                                                | 0 – 3                                                               | Brasile                                                             | Qual. Mondiali 2010                                                 | -                                                                   |                                                                     |
| 10-9-2008                                                           | Santiago del Cile                                                   | Cile                                                                | 4 – 0                                                               | Colombia                                                            | Qual. Mondiali 2010                                                 | -                                                                   |                                                                     |
| 12-10-2008                                                          | Quito                                                               | Ecuador                                                             | 1 – 0                                                               | Cile                                                                | Qual. Mondiali 2010                                                 | -                                                                   |                                                                     |
| 15-10-2008                                                          | Santiago del Cile                                                   | Cile                                                                | 1 – 0                                                               | Argentina                                                           | Qual. Mondiali 2010                                                 | -                                                                   | 83’                                                                 |
| 27-5-2009                                                           | Osaka                                                               | Giappone                                                            | 4 – 0                                                               | Cile                                                                | Kirin Cup                                                           | -                                                                   | 46’                                                                 |
| 29-5-2009                                                           | Chiba                                                               | Belgio                                                              | 1 – 1                                                               | Cile                                                                | Kirin Cup                                                           | 1                                                                   | 58’                                                                 |
| 6-6-2009                                                            | Asunción                                                            | Paraguay                                                            | 0 – 2                                                               | Cile                                                                | Qual. Mondiali 2010                                                 | -                                                                   |                                                                     |
| 10-6-2009                                                           | Santiago del Cile                                                   | Cile                                                                | 4 – 0                                                               | Bolivia                                                             | Qual. Mondiali 2010                                                 | -                                                                   |                                                                     |
| 12-8-2009                                                           | Brøndby                                                             | Danimarca                                                           | 1 – 2                                                               | Cile                                                                | Amichevole                                                          | -                                                                   |                                                                     |
| 5-9-2009                                                            | Santiago del Cile                                                   | Cile                                                                | 2 – 2                                                               | Venezuela                                                           | Qual. Mondiali 2010                                                 | -                                                                   |                                                                     |
| 9-9-2009                                                            | Salvador                                                            | Brasile                                                             | 4 – 2                                                               | Cile                                                                | Qual. Mondiali 2010                                                 | -                                                                   |                                                                     |
| 10-10-2009                                                          | Medellín                                                            | Colombia                                                            | 2 – 4                                                               | Cile                                                                | Qual. Mondiali 2010                                                 | -                                                                   |                                                                     |
| 14-10-2009                                                          | Santiago del Cile                                                   | Cile                                                                | 1 – 0                                                               | Ecuador                                                             | Qual. Mondiali 2010                                                 | -                                                                   | 32’                                                                 |
| 31-3-2010                                                           | Santiago del Cile                                                   | Cile                                                                | 0 – 0                                                               | Venezuela                                                           | Amichevole                                                          | -                                                                   |                                                                     |
| 5-5-2010                                                            | Iquique                                                             | Cile                                                                | 2 – 0                                                               | Trinidad e Tobago                                                   | Amichevole                                                          | -                                                                   |                                                                     |
| 30-5-2010                                                           | Concepción                                                          | Cile                                                                | 3 – 0                                                               | Israele                                                             | Amichevole                                                          | -                                                                   | 79’                                                                 |
| 16-6-2010                                                           | Nelspruit                                                           | Honduras                                                            | 0 – 1                                                               | Cile                                                                | Mondiali 2010 - 1º turno                                            | -                                                                   |                                                                     |
| 21-6-2010                                                           | Port Elizabeth                                                      | Cile                                                                | 1 – 0                                                               | Svizzera                                                            | Mondiali 2010 - 1º turno                                            | -                                                                   | 61’                                                                 |
| 25-6-2010                                                           | Pretoria                                                            | Cile                                                                | 1 – 2                                                               | Spagna                                                              | Mondiali 2010 - 1º turno                                            | -                                                                   | 15’                                                                 |
| 17-11-2010                                                          | Santiago del Cile                                                   | Cile                                                                | 2 – 0                                                               | Uruguay                                                             | Amichevole                                                          | -                                                                   | 90’                                                                 |
| 26-3-2011                                                           | Leiria                                                              | Portogallo                                                          | 1 – 1                                                               | Cile                                                                | Amichevole                                                          | -                                                                   |                                                                     |
| 29-3-2011                                                           | L'Aia                                                               | Cile                                                                | 2 – 0                                                               | Colombia                                                            | Amichevole                                                          | -                                                                   |                                                                     |
| 23-6-2011                                                           | Asunción                                                            | Paraguay                                                            | 0 – 0                                                               | Cile                                                                | Amichevole                                                          | -                                                                   | 75’                                                                 |
| 4-7-2011                                                            | San Juan                                                            | Cile                                                                | 2 – 1                                                               | Messico                                                             | Coppa America 2011 - 1º turno                                       | -                                                                   |                                                                     |
| 8-7-2011                                                            | Mendoza                                                             | Uruguay                                                             | 1 – 1                                                               | Cile                                                                | Coppa America 2011 - 1º turno                                       | -                                                                   |                                                                     |
| 12-7-2011                                                           | Mendoza                                                             | Cile                                                                | 1 – 0                                                               | Perù                                                                | Coppa America 2011 - 1º turno                                       | -                                                                   | 78’                                                                 |
| 17-7-2011                                                           | San Juan                                                            | Cile                                                                | 1 – 2                                                               | Venezuela                                                           | Coppa America 2011 - Quarti di finale                               | -                                                                   | 41’, 82’                                                            |
| 10-8-2011                                                           | Montpellier                                                         | Francia                                                             | 1 – 1                                                               | Cile                                                                | Amichevole                                                          | -                                                                   | 34’ 46’                                                             |
| 2-9-2011                                                            | San Gallo                                                           | Spagna                                                              | 3 – 2                                                               | Cile                                                                | Amichevole                                                          | -                                                                   | 88’                                                                 |
| 4-9-2011                                                            | Barcellona                                                          | Messico                                                             | 1 – 0                                                               | Cile                                                                | Amichevole                                                          | -                                                                   | 46’                                                                 |
| 11-10-2011                                                          | Santiago del Cile                                                   | Cile                                                                | 4 – 2                                                               | Perù                                                                | Qual. Mondiali 2014                                                 | 1                                                                   |                                                                     |
| 11-11-2011                                                          | Montevideo                                                          | Uruguay                                                             | 4 – 0                                                               | Cile                                                                | Qual. Mondiali 2014                                                 | -                                                                   | 54’                                                                 |
| 15-11-2011                                                          | Santiago del Cile                                                   | Cile                                                                | 2 – 0                                                               | Paraguay                                                            | Qual. Mondiali 2014                                                 | -                                                                   |                                                                     |
| 29-2-2012                                                           | Chester                                                             | Cile                                                                | 1 – 1                                                               | Ghana                                                               | Amichevole                                                          | -                                                                   | 88’                                                                 |
| 15-8-2012                                                           | New York                                                            | Ecuador                                                             | 3 – 0                                                               | Cile                                                                | Qual. Mondiali 2014                                                 | -                                                                   | 73’                                                                 |
| 11-9-2012                                                           | Santiago del Cile                                                   | Cile                                                                | 1 – 3                                                               | Colombia                                                            | Qual. Mondiali 2014                                                 | -                                                                   | 35’                                                                 |
| 16-10-2012                                                          | Santiago del Cile                                                   | Cile                                                                | 1 – 2                                                               | Argentina                                                           | Qual. Mondiali 2014                                                 | -                                                                   |                                                                     |
| 14-11-2012                                                          | San Gallo                                                           | Cile                                                                | 1 – 3                                                               | Serbia                                                              | Amichevole                                                          | -                                                                   |                                                                     |
| 6-2-2013                                                            | Madrid                                                              | Cile                                                                | 2 – 1                                                               | Egitto                                                              | Amichevole                                                          | -                                                                   |                                                                     |
| 22-3-2013                                                           | Lima                                                                | Perù                                                                | 1 – 0                                                               | Cile                                                                | Qual. Mondiali 2014                                                 | -                                                                   |                                                                     |
| 26-3-2013                                                           | Santiago del Cile                                                   | Cile                                                                | 2 – 0                                                               | Uruguay                                                             | Qual. Mondiali 2014                                                 | -                                                                   |                                                                     |
| 7-6-2013                                                            | Asunción                                                            | Paraguay                                                            | 1 – 2                                                               | Cile                                                                | Qual. Mondiali 2014                                                 | -                                                                   |                                                                     |
| 11-6-2013                                                           | Santiago del Cile                                                   | Cile                                                                | 3 – 1                                                               | Bolivia                                                             | Qual. Mondiali 2014                                                 | -                                                                   |                                                                     |
| 14-8-2013                                                           | Brøndby                                                             | Cile                                                                | 6 – 0                                                               | Iraq                                                                | Amichevole                                                          | -                                                                   |                                                                     |
| 6-9-2013                                                            | Santiago del Cile                                                   | Cile                                                                | 3 – 0                                                               | Venezuela                                                           | Qual. Mondiali 2014                                                 | -                                                                   |                                                                     |
| 10-9-2013                                                           | Ginevra                                                             | Spagna                                                              | 2 – 2                                                               | Cile                                                                | Amichevole                                                          | -                                                                   |                                                                     |
| 11-10-2013                                                          | Barranquilla                                                        | Colombia                                                            | 3 – 3                                                               | Cile                                                                | Qual. Mondiali 2014                                                 | -                                                                   |                                                                     |
| 15-10-2013                                                          | Santiago del Cile                                                   | Cile                                                                | 2 – 1                                                               | Ecuador                                                             | Qual. Mondiali 2014                                                 | 1                                                                   |                                                                     |
| 15-11-2013                                                          | Londra                                                              | Inghilterra                                                         | 0 – 2                                                               | Cile                                                                | Amichevole                                                          | -                                                                   |                                                                     |
| 19-11-2013                                                          | Toronto                                                             | Brasile                                                             | 2 – 1                                                               | Cile                                                                | Amichevole                                                          | -                                                                   | 30’                                                                 |
| 5-3-2014                                                            | Stoccarda                                                           | Germania                                                            | 1 – 0                                                               | Cile                                                                | Amichevole                                                          | -                                                                   | cap.                                                                |
| 30-5-2014                                                           | Santiago del Cile                                                   | Cile                                                                | 3 – 2                                                               | Egitto                                                              | Amichevole                                                          | -                                                                   |                                                                     |
| 4-6-2014                                                            | Valparaíso                                                          | Cile                                                                | 2 – 0                                                               | Irlanda del Nord                                                    | Amichevole                                                          | -                                                                   | cap. 46’ 77’                                                        |
| 13-6-2014                                                           | Cuiabá                                                              | Cile                                                                | 3 – 1                                                               | Australia                                                           | Mondiali 2014 - 1º turno                                            | -                                                                   |                                                                     |
| 18-6-2014                                                           | Rio de Janeiro                                                      | Spagna                                                              | 0 – 2                                                               | Cile                                                                | Mondiali 2014 - 1º turno                                            | -                                                                   |                                                                     |
| 23-6-2014                                                           | San Paolo                                                           | Paesi Bassi                                                         | 2 – 0                                                               | Cile                                                                | Mondiali 2014 - 1º turno                                            | -                                                                   |                                                                     |
| 28-6-2014                                                           | Belo Horizonte                                                      | Brasile                                                             | 1 – 1 dts (3 - 2 dtr)                                               | Cile                                                                | Mondiali 2014 - Ottavi di finale                                    | -                                                                   | 108’                                                                |
| 6-9-2014                                                            | Santa Clara                                                         | Cile                                                                | 0 – 0                                                               | Messico                                                             | Amichevole                                                          | -                                                                   |                                                                     |
| 9-9-2014                                                            | Fort Lauderdale                                                     | Cile                                                                | 1 – 0                                                               | Haiti                                                               | Amichevole                                                          | -                                                                   | cap.                                                                |
| 10-10-2014                                                          | Valparaíso                                                          | Cile                                                                | 3 – 0                                                               | Perù                                                                | Amichevole                                                          | 1                                                                   | 46’                                                                 |
| 14-10-2014                                                          | Antofagasta                                                         | Cile                                                                | 2 – 2                                                               | Bolivia                                                             | Amichevole                                                          | -                                                                   | cap.                                                                |
| 15-11-2014                                                          | Talcahuano                                                          | Cile                                                                | 5 – 0                                                               | Venezuela                                                           | Amichevole                                                          | -                                                                   |                                                                     |
| 18-11-2014                                                          | Santiago del Cile                                                   | Cile                                                                | 1 – 2                                                               | Uruguay                                                             | Amichevole                                                          | -                                                                   | 46’                                                                 |
| 26-3-2015                                                           | Sankt Pölten                                                        | Iran                                                                | 2 – 0                                                               | Cile                                                                | Amichevole                                                          | -                                                                   | 63’                                                                 |
| 29-3-2015                                                           | Londra                                                              | Brasile                                                             | 1 – 0                                                               | Cile                                                                | Amichevole                                                          | -                                                                   |                                                                     |
| 5-6-2015                                                            | Viña del Mar                                                        | Cile                                                                | 1 – 0                                                               | El Salvador                                                         | Amichevole                                                          | -                                                                   | cap.                                                                |
| 11-6-2015                                                           | Santiago del Cile                                                   | Cile                                                                | 2 – 0                                                               | Ecuador                                                             | Coppa America 2015 - 1º turno                                       | -                                                                   |                                                                     |
| 15-6-2015                                                           | Santiago del Cile                                                   | Cile                                                                | 3 – 3                                                               | Messico                                                             | Coppa America 2015 - 1º turno                                       | -                                                                   |                                                                     |
| 19-6-2015                                                           | Santiago del Cile                                                   | Cile                                                                | 5 – 0                                                               | Bolivia                                                             | Coppa America 2015 - 1º turno                                       | 1                                                                   |                                                                     |
| 24-6-2015                                                           | Santiago del Cile                                                   | Cile                                                                | 1 – 0                                                               | Uruguay                                                             | Coppa America 2015 - Quarti di finale                               | -                                                                   |                                                                     |
| 29-6-2015                                                           | Santiago del Cile                                                   | Cile                                                                | 2 – 1                                                               | Perù                                                                | Coppa America 2015 - Semifinale                                     | -                                                                   |                                                                     |
| 4-7-2015                                                            | Santiago del Cile                                                   | Cile                                                                | 0 – 0 dts (4 - 1 dtr)                                               | Argentina                                                           | Coppa America 2015 - Finale                                         | -                                                                   | 1º titolo 34’                                                       |
| 5-9-2015                                                            | Santiago del Cile                                                   | Cile                                                                | 3 – 2                                                               | Paraguay                                                            | Amichevole                                                          | -                                                                   | cap.                                                                |
| 9-10-2015                                                           | Santiago del Cile                                                   | Cile                                                                | 2 – 0                                                               | Brasile                                                             | Qual. Mondiali 2018                                                 | -                                                                   |                                                                     |
| 14-10-2015                                                          | Lima                                                                | Perù                                                                | 3 – 4                                                               | Cile                                                                | Qual. Mondiali 2018                                                 | -                                                                   |                                                                     |
| 13-11-2015                                                          | Santiago del Cile                                                   | Cile                                                                | 1 – 1                                                               | Colombia                                                            | Qual. Mondiali 2018                                                 | -                                                                   |                                                                     |
| 18-11-2015                                                          | Montevideo                                                          | Uruguay                                                             | 3 – 0                                                               | Cile                                                                | Qual. Mondiali 2018                                                 | -                                                                   | 22’                                                                 |
| 25-3-2016                                                           | Santiago del Cile                                                   | Cile                                                                | 1 – 2                                                               | Argentina                                                           | Qual. Mondiali 2018                                                 | -                                                                   |                                                                     |
| 30-3-2016                                                           | Barinas                                                             | Venezuela                                                           | 1 – 4                                                               | Cile                                                                | Qual. Mondiali 2018                                                 | -                                                                   | cap.                                                                |
| 28-5-2016                                                           | Santiago del Cile                                                   | Cile                                                                | 1 – 2                                                               | Giamaica                                                            | Amichevole                                                          | -                                                                   | cap. 78’                                                            |
| 2-6-2016                                                            | San Diego                                                           | Messico                                                             | 1 – 0                                                               | Cile                                                                | Amichevole                                                          | -                                                                   | cap. 90’                                                            |
| 6-6-2016                                                            | Santa Clara                                                         | Argentina                                                           | 2 – 1                                                               | Cile                                                                | Coppa America Centenario - 1º turno                                 | -                                                                   | 65’                                                                 |
| 10-6-2016                                                           | Foxborough                                                          | Cile                                                                | 2 – 1                                                               | Bolivia                                                             | Coppa America Centenario - 1º turno                                 | -                                                                   |                                                                     |
| 14-6-2016                                                           | Filadelfia                                                          | Cile                                                                | 4 – 2                                                               | Panama                                                              | Coppa America Centenario - 1º turno                                 | -                                                                   | 90’                                                                 |
| 18-6-2016                                                           | Santa Clara                                                         | Messico                                                             | 0 – 7                                                               | Cile                                                                | Coppa America Centenario - Quarti di finale                         | -                                                                   | 60’                                                                 |
| 22-6-2016                                                           | Chicago                                                             | Colombia                                                            | 0 – 2                                                               | Cile                                                                | Coppa America Centenario - Semifinale                               | -                                                                   |                                                                     |
| 26-6-2016                                                           | East Rutherford                                                     | Argentina                                                           | 0 – 0 dts (2 – 4 dtr)                                               | Cile                                                                | Coppa America Centenario - Finale                                   | -                                                                   |                                                                     |
| 2-9-2016                                                            | Asunción                                                            | Paraguay                                                            | 2 – 1                                                               | Cile                                                                | Qual. Mondiali 2018                                                 | -                                                                   | cap. 53’, 90’                                                       |
| 16-11-2016                                                          | Santiago del Cile                                                   | Cile                                                                | 3 – 1                                                               | Uruguay                                                             | Qual. Mondiali 2018                                                 | -                                                                   |                                                                     |
| 23-3-2017                                                           | Buenos Aires                                                        | Argentina                                                           | 1 – 0                                                               | Cile                                                                | Qual. Mondiali 2018                                                 | -                                                                   |                                                                     |
| 28-3-2017                                                           | Santiago del Cile                                                   | Cile                                                                | 3 – 1                                                               | Venezuela                                                           | Qual. Mondiali 2018                                                 | -                                                                   | 45’                                                                 |
| 9-6-2017                                                            | Mosca                                                               | Russia                                                              | 1 – 1                                                               | Cile                                                                | Amichevole                                                          | -                                                                   | cap. 63’                                                            |
| 13-6-2017                                                           | Cluj-Napoca                                                         | Romania                                                             | 3 – 2                                                               | Cile                                                                | Amichevole                                                          | -                                                                   | cap. 33’                                                            |
| 18-6-2017                                                           | Mosca                                                               | Camerun                                                             | 0 – 2                                                               | Cile                                                                | Conf. Cup 2017 - 1º turno                                           | -                                                                   | cap.                                                                |
| 22-6-2017                                                           | Kazan'                                                              | Germania                                                            | 1 – 1                                                               | Cile                                                                | Conf. Cup 2017 - 1º turno                                           | -                                                                   | cap. 71’                                                            |
| 28-6-2017                                                           | Kazan'                                                              | Portogallo                                                          | 0 – 0 dts (0 – 3 dtr)                                               | Cile                                                                | Conf. Cup 2017 - Semifinale                                         | -                                                                   |                                                                     |
| 2-7-2017                                                            | San Pietroburgo                                                     | Cile                                                                | 0 – 1                                                               | Germania                                                            | Conf. Cup 2017 - Finale                                             | -                                                                   |                                                                     |
| 31-8-2017                                                           | Santiago del Cile                                                   | Cile                                                                | 0 – 3                                                               | Paraguay                                                            | Qual. Mondiali 2018                                                 | -                                                                   |                                                                     |
| 5-9-2017                                                            | La Paz                                                              | Bolivia                                                             | 1 – 0                                                               | Cile                                                                | Qual. Mondiali 2018                                                 | -                                                                   |                                                                     |
| 5-10-2017                                                           | Santiago del Cile                                                   | Cile                                                                | 2 – 1                                                               | Ecuador                                                             | Qual. Mondiali 2018                                                 | -                                                                   |                                                                     |
| 10-10-2017                                                          | San Paolo                                                           | Brasile                                                             | 3 – 0                                                               | Cile                                                                | Qual. Mondiali 2018                                                 | -                                                                   |                                                                     |
| 27-3-2018                                                           | Aalborg                                                             | Danimarca                                                           | 0 – 0                                                               | Cile                                                                | Amichevole                                                          | -                                                                   | cap.                                                                |
| 31-5-2018                                                           | Graz                                                                | Romania                                                             | 3 – 2                                                               | Cile                                                                | Amichevole                                                          | -                                                                   | cap. 73’                                                            |
| 11-9-2018                                                           | Suwon                                                               | Corea del Sud                                                       | 0 – 0                                                               | Cile                                                                | Amichevole                                                          | -                                                                   | cap. 13’                                                            |
| 13-10-2018                                                          | Miami                                                               | Perù                                                                | 3 – 0                                                               | Cile                                                                | Amichevole                                                          | -                                                                   | cap. 82’                                                            |
| 17-10-2018                                                          | Santiago de Querétaro                                               | Messico                                                             | 0 – 1                                                               | Cile                                                                | Amichevole                                                          | -                                                                   | cap. 13’                                                            |
| 16-11-2018                                                          | Rancagua                                                            | Cile                                                                | 2 – 3                                                               | Costa Rica                                                          | Amichevole                                                          | -                                                                   | cap. 85’                                                            |
| 21-11-2018                                                          | Temuco                                                              | Cile                                                                | 4 – 1                                                               | Honduras                                                            | Amichevole                                                          | -                                                                   | cap. 90+2’                                                          |
| 23-3-2019                                                           | San Diego                                                           | Messico                                                             | 3 – 1                                                               | Cile                                                                | Amichevole                                                          | -                                                                   | cap.                                                                |
| 27-3-2019                                                           | Houston                                                             | Stati Uniti                                                         | 1 – 1                                                               | Cile                                                                | Amichevole                                                          | -                                                                   | cap.                                                                |
| 6-6-2019                                                            | La Serena                                                           | Cile                                                                | 2 – 1                                                               | Haiti                                                               | Amichevole                                                          | -                                                                   | cap.                                                                |
| 17-6-2019                                                           | San Paolo                                                           | Giappone                                                            | 0 – 4                                                               | Cile                                                                | Coppa America 2019 - 1º turno                                       | -                                                                   | cap.                                                                |
| 21-6-2019                                                           | Salvador                                                            | Ecuador                                                             | 1 – 2                                                               | Cile                                                                | Coppa America 2019 - 1º turno                                       | -                                                                   | cap.                                                                |
| 24-6-2019                                                           | Rio de Janeiro                                                      | Cile                                                                | 0 – 1                                                               | Uruguay                                                             | Coppa America 2019 - 1º turno                                       | -                                                                   | cap. 55’                                                            |
| 29-6-2019                                                           | San Paolo                                                           | Colombia                                                            | 0 – 0 (4 – 5 dtr)                                                   | Cile                                                                | Coppa America 2019 - Quarti di finale                               | -                                                                   | cap.                                                                |
| 3-7-2019                                                            | Porto Alegre                                                        | Cile                                                                | 0 – 3                                                               | Perù                                                                | Coppa America 2019 - Semifinale                                     | -                                                                   | cap.                                                                |
| 6-7-2019                                                            | San Paolo                                                           | Argentina                                                           | 2 – 1                                                               | Cile                                                                | Coppa America 2019 - Finale 3º posto                                | -                                                                   | cap. 37’                                                            |
| 12-10-2019                                                          | Alicante                                                            | Colombia                                                            | 0 – 0                                                               | Cile                                                                | Amichevole                                                          | -                                                                   | cap. 21’                                                            |
| 27-3-2021                                                           | Rancagua                                                            | Cile                                                                | 2 – 1                                                               | Bolivia                                                             | Amichevole                                                          | -                                                                   |                                                                     |
| 3-6-2021                                                            | Santiago del Estero                                                 | Argentina                                                           | 1 – 1                                                               | Cile                                                                | Qual. Mondiali 2022                                                 | -                                                                   |                                                                     |
| 8-6-2021                                                            | Las Condes                                                          | Cile                                                                | 1 – 1                                                               | Bolivia                                                             | Qual. Mondiali 2022                                                 | -                                                                   | 83’                                                                 |
| 14-6-2021                                                           | Rio de Janeiro                                                      | Argentina                                                           | 1 – 1                                                               | Cile                                                                | Coppa America 2021 - 1º turno                                       | -                                                                   | 84’                                                                 |
| 18-6-2021                                                           | Cuiabá                                                              | Cile                                                                | 1 – 0                                                               | Bolivia                                                             | Coppa America 2021 - 1º turno                                       | -                                                                   |                                                                     |
| 21-6-2021                                                           | Cuiabá                                                              | Uruguay                                                             | 1 – 1                                                               | Cile                                                                | Coppa America 2021 - 1º turno                                       | -                                                                   |                                                                     |
| 24-6-2021                                                           | Brasilia                                                            | Cile                                                                | 0 – 2                                                               | Paraguay                                                            | Coppa America 2021 - 1º turno                                       | -                                                                   | 56’ 68’                                                             |
| 2-7-2021                                                            | Rio de Janeiro                                                      | Brasile                                                             | 1 – 0                                                               | Cile                                                                | Coppa America 2021 - Quarti di finale                               | -                                                                   |                                                                     |
| 2-9-2021                                                            | Santiago del Cile                                                   | Cile                                                                | 0 – 1                                                               | Brasile                                                             | Qual. Mondiali 2022                                                 | -                                                                   |                                                                     |
| 5-9-2021                                                            | Quito                                                               | Ecuador                                                             | 0 – 0                                                               | Cile                                                                | Qual. Mondiali 2022                                                 | -                                                                   |                                                                     |
| 9-9-2021                                                            | Quito                                                               | Colombia                                                            | 3 – 1                                                               | Cile                                                                | Qual. Mondiali 2022                                                 | -                                                                   |                                                                     |
| 7-10-2021                                                           | Lima                                                                | Perù                                                                | 2 – 0                                                               | Cile                                                                | Qual. Mondiali 2022                                                 | -                                                                   | 72’                                                                 |
| 14-10-2021                                                          | Santiago del Cile                                                   | Cile                                                                | 3 – 0                                                               | Venezuela                                                           | Qual. Mondiali 2022                                                 | -                                                                   |                                                                     |
| 11-11-2021                                                          | Asunción                                                            | Paraguay                                                            | 0 – 1                                                               | Cile                                                                | Qual. Mondiali 2022                                                 | -                                                                   | 67’                                                                 |
| 16-11-2021                                                          | Las Condes                                                          | Cile                                                                | 0 – 2                                                               | Ecuador                                                             | Qual. Mondiali 2022                                                 | -                                                                   |                                                                     |
| 27-1-2022                                                           | Calama                                                              | Cile                                                                | 1 – 2                                                               | Argentina                                                           | Qual. Mondiali 2022                                                 | -                                                                   |                                                                     |
| 1-2-2022                                                            | La Paz                                                              | Bolivia                                                             | 2 – 3                                                               | Cile                                                                | Qual. Mondiali 2022                                                 | -                                                                   | cap. 87’                                                            |
| 24-3-2022                                                           | Rio de Janeiro                                                      | Brasile                                                             | 4 – 0                                                               | Cile                                                                | Qual. Mondiali 2022                                                 | -                                                                   | 71’                                                                 |
| 29-3-2022                                                           | Santiago del Cile                                                   | Cile                                                                | 0 – 2                                                               | Uruguay                                                             | Qual. Mondiali 2022                                                 | -                                                                   | 60’                                                                 |
| 6-6-2022                                                            | Daejeon                                                             | Corea del Sud                                                       | 2 – 0                                                               | Cile                                                                | Amichevole                                                          | -                                                                   |                                                                     |
| 10-6-2022                                                           | Kobe                                                                | Cile                                                                | 0 – 2                                                               | Tunisia                                                             | Kirin Cup                                                           | -                                                                   | 59’                                                                 |
| 14-6-2022                                                           | Suita                                                               | Cile                                                                | 0 – 0 (1– 3 dtr)                                                    | Ghana                                                               | Kirin Cup                                                           | -                                                                   | 73’                                                                 |
| 23-9-2022                                                           | Cornellà de Llobregat                                               | Marocco                                                             | 2 – 0                                                               | Cile                                                                | Amichevole                                                          | -                                                                   | 12’                                                                 |
| 27-9-2022                                                           | Vienna                                                              | Qatar                                                               | 2 – 2                                                               | Cile                                                                | Amichevole                                                          | -                                                                   | cap.                                                                |
| 16-11-2022                                                          | Varsavia                                                            | Polonia                                                             | 1 – 0                                                               | Cile                                                                | Amichevole                                                          | -                                                                   | 89’                                                                 |
| 20-11-2022                                                          | Bratislava                                                          | Slovacchia                                                          | 0 – 0                                                               | Cile                                                                | Amichevole                                                          | -                                                                   | 40’ 83’                                                             |
| 27-3-2023                                                           | Santiago del Cile                                                   | Cile                                                                | 3 – 2                                                               | Paraguay                                                            | Amichevole                                                          | -                                                                   |                                                                     |
| 11-6-2023                                                           | Concepción                                                          | Cile                                                                | 3 – 0                                                               | Cuba                                                                | Amichevole                                                          | -                                                                   | 68’                                                                 |
| 16-6-2023                                                           | Viña del Mar                                                        | Cile                                                                | 5 – 0                                                               | Rep. Dominicana                                                     | Amichevole                                                          | -                                                                   | cap.                                                                |
| 20-6-2023                                                           | Santa Cruz de la Sierra                                             | Bolivia                                                             | 0 – 0                                                               | Cile                                                                | Amichevole                                                          | -                                                                   | cap.                                                                |
| 8-9-2023                                                            | Montevideo                                                          | Uruguay                                                             | 3 – 1                                                               | Cile                                                                | Qual. Mondiali 2026                                                 | -                                                                   | cap. 58’                                                            |
| 12-9-2023                                                           | Santiago del Cile                                                   | Cile                                                                | 0 – 0                                                               | Colombia                                                            | Qual. Mondiali 2026                                                 | -                                                                   | cap.                                                                |
| 12-10-2023                                                          | Santiago del Cile                                                   | Cile                                                                | 2 – 0                                                               | Perù                                                                | Qual. Mondiali 2026                                                 | -                                                                   | cap.                                                                |
| 17-10-2023                                                          | Maturín                                                             | Venezuela                                                           | 3 – 0                                                               | Cile                                                                | Qual. Mondiali 2026                                                 | -                                                                   | cap.                                                                |
| 16-11-2023                                                          | Santiago del Cile                                                   | Cile                                                                | 0 – 0                                                               | Paraguay                                                            | Qual. Mondiali 2026                                                 | -                                                                   | cap. 78’                                                            |
| Totale                                                              |                                                                     | Presenze (2º posto)                                                 | 161                                                                 |                                                                     | Reti                                                                | 7                                                                   |                                                                     |

## Palmarès

### Nazionale
- Coppa America: 2

Cile 2015, USA 2016

### Individuale
- Calciatore cileno dell'anno: 1

2008
- Calciatore dell'anno dell'Universidad Católica: 1

2008
- Squadra ideale della Coppa Libertadores: 1

2008
- Squadra dell'anno del Sudamerica: 1

2009
- Squadra ideale della Copa América: 2

2015, 2016